# Шоумэйкер, Энн
Энн Шоумэйкер (англ. Ann Shoemaker; 10 января 1891 — 18 сентября 1978) — американская актриса кино и телевидения.
Родилась в Бруклине, Нью-Йорк, в семье капитана Береговой охраны Чарльза Шоумэйкера. В 1926 году Шоумэйкер дебютировала на Бродвее, спустя два года переехала в Голливуд. В кино играла в основном матерей главных героинь. Почти за 50 лет карьеры в кино актриса снялась более чем в 70 фильмах.
Актриса была замужем за британским актёром Генри Стивенсоном, в браке у них родилась дочь. Скончалась Энн Шоумэйкер в 1978 году от рака. Была похоронена на кладбище Кенсико.

## Фильмография
- «Элис Адамс» (1935)
- «Они не забудут» (1937)
- «Звонок занавеса» (1940)
- «Моя любимая супруга» (1940)
- «Волшебный город» (1947)
- «Женский секрет» (1949)
- «Момент безрассудства» (1949)
- «Дом у реки» (1950)
- «Восход солнца в Кампобелло» (1960)
- «Азарт удачи» (1966)